# Zählkind
Als Zählkind wurde in Deutschland bis einschließlich 2022 bei der Berechnung des Kindergeldes ein Kind aus einer anderen Beziehung bezeichnet, das bei einem Berechtigten zu berücksichtigen, also mitzuzählen ist, ohne dass dieser das Kindergeld erhält.
Der Vorteil lag darin, dass die Anzahl der Kinder rechnerisch höher gesetzt wurde und in diesem Fall ein höheres Kindergeld ausbezahlt wurde. Indem ein älteres Kind, für das eine andere Person Kindergeld erhält, mitgezählt wurde, kann sich der Kindergeldanspruch für ein jüngeres Kind erhöhen. Die Kinder waren dabei nach der Reihenfolge ihres Lebensalters zu zählen.
Der Vorteil ergab sich daher nur bei einer entsprechenden Anzahl von Kindern und beschränkt sich auf maximal vier Kinder. Da der Kinderfreibetrag konstant ist, ergab sich der Vorteil bei Geltendmachung des Freibetrags im Rahmen der Veranlagung zur Einkommensteuer nicht.

## Beispiel (2020)
Ein Paar hat drei gemeinsame Kinder, für die beide Elternteile bezugsberechtigt sind. Der Vater hat ein älteres Kind aus einer früheren Beziehung, das bei dessen Mutter lebt. Hier ist es günstiger wenn der Vater das Kindergeld beantragt. Für das ältere Kind erhält zwar der Vater kein Kindergeld, sondern dessen Mutter, bei der das Kind lebt; das ältere Kind wird jedoch als „Zählkind“ berücksichtigt:
1. älteres Kind aus vorheriger Beziehung (keine Auszahlung – Zählkind)
2. gemeinsames Kind 204 Euro
3. gemeinsames Kind 210 Euro
4. gemeinsames Kind 235 Euro

Der Vater erhält also im Monat 639 Euro Kindergeld (§ 66 Absatz 1 EStG). Wenn die Mutter der gemeinsamen Kinder das Kindergeld beantragt, wird das ältere Kind des Vaters nicht als Zählkind berücksichtigt und sie erhält monatlich 618 Euro (für die ersten beiden gemeinsamen Kinder jeweils 204 Euro für das dritte gemeinsame Kind 210 Euro).

## Unterhaltsrecht
Ein Unterhaltsverpflichteter kann (wenn derjenige, bei dem die Kinder leben, das Kindergeld erhält) die Hälfte des Kindergeldes vom zu zahlenden Unterhaltsbetrag für die Kinder abziehen. Auch hier gilt die Zählkindermethode.